# Tatort: Tod auf Neuwerk
Tod auf Neuwerk ist ein Fernsehfilm aus der Kriminalreihe Tatort der ARD und des ORF. Der Film wurde vom Norddeutschen Rundfunk unter der Regie von Helmut Förnbacher produziert und am 24. März 1996 erstmals ausgestrahlt. Es handelt sich um die Tatort-Folge 328. Für den Kriminalhauptkommissar Paul Stoever (Manfred Krug) ist es der 26. Fall. Für seinen Kollegen Peter Brockmöller (Charles Brauer) ist es der 23. Fall, in dem er ermittelt.

## Handlung
Auf der Insel Neuwerk wird der Schifffahrtsdirektor Freimut Drost tot im Watt aufgefunden. Ein Fall für die Hamburger Kriminalpolizei, da die kleine Insel an der Elbmündung politisch zum Bezirk Hamburg-Mitte der Freien und Hansestadt Hamburg gehört. Bei ihren Ermittlungen haben Stoever und Brockmöller einen schweren Stand gegenüber den schweigsamen und eigensinnigen Insulanern. Niemand will gewusst haben, was Drost nach Neuwerk geführt hat.
Während Stoever auf der Insel ermittelt, fährt Brockmöller zurück nach Hamburg und findet dort heraus, dass Drost in mehrere Bestechungsaffären verwickelt gewesen ist. Wofür er das Geld benötigte, lässt sich zunächst nicht ermitteln. Stoever erfährt inzwischen auf Neuwerk, dass Drost mit einem Kai Helm in Streit um eine Frau geraten ist, was für den Kommissar allerdings kein ausreichender Grund für einen  Mord zu sein scheint. Ansonsten hatte Drost angeblich die Vogelkolonien beobachten wollen, doch im Zimmer seiner Pension finden sich nur Seekarten. Die einzige Information, die Stoever zusätzlich aus den verstockten Inselbewohnern herausbringen kann, ist die Tatsache, dass der Tote täglich den Kutter „Xylia“ beobachtet hat, der dem Hamburger Tauchschulbesitzer Knoll gehört.
Brockmöllers Recherchen in Hamburg haben ergeben, dass Drost offenbar auf der Suche nach seinem vor einem Jahr auf Neuwerk spurlos verschwundenen Freund, Jonas Schomann, gewesen ist, wobei die „Xylia“ und ihre Besatzung keine unwesentliche Rolle gespielt haben dürften. Doch Stoever glaubt nicht daran, dass es Drost nur um das Auffinden des Verschollenen gegangen ist. Beim Versuch die Besatzung der „Xylia“ zu belauschen, geht Stoever buchstäblich baden und gerät in Lebensgefahr als die Flut eintritt und er nicht rechtzeitig das Küstenufer erreicht. Zum Glück findet ihn ein kleiner Kutter in einer Rettungsbake und bringt ihn an Land.
Stoever vermutet nun, dass Drost nach einem Wrack gesucht hat und er deshalb womöglich sterben musste. Als die „Xylia“ wieder hinausfährt, folgen Stoever und Brockmöller mit einem Kutter und kommen gerade dazu, als die Tauchmannschaft einen Tresor voller Geld aus der Tiefe holt. Knoll wird festgenommen und in dem Wrack am Meeresboden findet sich die gefesselte Leiche von Jonas Schomann.
In einer Parallelhandlung will sich Brockmöller eine Wohnung in einer geplanten Wohnanlage in einem Park kaufen. Diese hatte der ehemalige Fabrikbesitzer Friedrich Schomann an den Immobilienhändler Bolten verkauft. Schomann hatte das Gelände aber jahrelang als illegale Giftmülldeponie benutzt. Trotzdem ging er konkurs. Da Drost und sein Freund für ihre Tauchgänge und die teure Ausrüstung immer wieder Geld brauchten, hatte sich Drost es über die erhaltenen Bestechungsgelder beschafft, während Schomann Bolten mit seinem Wissen über das verseuchte Land erpresst hatte. Damit der Müllskandal nicht bekannt wurde und Bolten weiter seine Luxuswohnungen auf dem Gelände planen konnte, wurden zunächst der Erpresser Jonas Schomann und später auch Drost von Sven Bolten zum Schweigen gebracht. Da auch Friedrich Schomann langsam dahinterkommt, dass sein Sohn nur von Bolten umgebracht worden sein kann, versucht er diesen zu erschießen, was Stoever und Brockmöller verhindern können. Sie nehmen sowohl Friedrich Schomann als auch Sven Bolten fest.

## Produktionsnotizen
Die Dreharbeiten erfolgten in Cuxhaven, Hamburg und auf der Insel Neuwerk von Studio Hamburg Filmproduktion.
Krug und Brauers musikalischer Beitrag ist in diesem Film der Song: Over the Rainbow.
In ihrem letzten Tatort Tod vor Scharhörn (Folge 461) kehren Stoever und Brockmöller 2001 erneut auf die Inseln Neuwerk und Scharhörn zurück.

## Rezeption

### Einschaltquote
Die Erstausstrahlung erfolgte am 24. März 1996. Die ARD-Sendung erreichte mit 9,48 Millionen Zuschauern einen Marktanteil von 28,70 Prozent.

### Kritik
Die Kritiker der Fernsehzeitschrift TV Spielfilm vergaben die bestmögliche Wertung (Daumen nach oben) und befanden: „Ein kniffliger Fall aus Korruption und Klüngel für die Swinging Cops“. „Ob Ebbe oder Flut, Krug und Brauer sind halt gut“.